# Elaeocarpus magnifolius
Elaeocarpus magnifolius là một loài thực vật có hoa trong họ Côm. Loài này được Christoph. mô tả khoa học đầu tiên năm 1935.